# تاكورو أوهارا
تاكورو أوهارا (باليابانية: 上原 拓郎) (8 يوليو 1991 في سابورو في اليابان – )؛ هو لاعب كرة قدم ياباني سابق كان يلعب كلاعب وسط.

## وصلات خارجية
- تاكورو أوهارا على موقع رابطة كرة القدم اليابانية للمحترفين (اليابانية)
- تاكورو أوهارا على موقع قاعدة بيانات كرة القدم.إي يو (الإنجليزية)
- تاكورو أوهارا على موقع Soccerway.com (الإنجليزية)
- تاكورو أوهارا على موقع عالم كرة القدم.نت (الإنجليزية)